# Toshima Incineration Plant
Il Toshima Incineration Plant (豊島清掃工場?)  è un impianto di incenerimento situato a Kami-ikebukuro, Toshima, Tokyo, Giappone.

## Caratteristiche
Copre un'area di 12000 m² e ha due unità di incenerimento con una capacità combinata di 400 tonnellate di rifiuti al giorno.
L'impianto è stato costruito con un grande centro fitness per placare i residenti della zona che altrimenti si sarebbero opposti alla sua costruzione. La piscina del centro è riscaldata dalla combustione dei rifiuti mentre l'elettricità è fornita da una turbina a vapore. L'impianto produce 7800 kW di elettricità, sufficienti per alimentare 20000 case.
La ciminiera dell'impianto, alto a 210 metri, è il camino industriale più alto nei quartieri speciali di Tokyo. Inoltre è il camino di un inceneritore più alto del mondo. Il tutto è stato costruito per consentire lo scarico dall'impianto del vicino grattacielo Sunshine 60.